# 21e cérémonie des Chicago Film Critics Association Awards
La 21e cérémonie des Chicago Film Critics Association Awards, décernés par la Chicago Film Critics Association, a eu lieu le 18 décembre 2008, et a récompensé les films réalisés dans l'année.

## Palmarès

### Meilleur film
- WALL-E

### Meilleur réalisateur
- Danny Boyle pour Slumdog Millionaire

### Meilleur acteur
- Mickey Rourke pour le rôle de Randy "Ram" Robinson dans The Wrestler

### Meilleure actrice
- Anne Hathaway pour le rôle de Kym dans Rachel se marie (Rachel Getting Married)

### Meilleur acteur dans un second rôle
- Heath Ledger pour le rôle du Joker dans The Dark Knight : Le Chevalier noir (The Dark Knight)
  - Robert Downey Jr. pour le rôle de Kirk Lazarus dans Tonnerre sous les tropiques (Tropic Thunder)

### Meilleure actrice dans un second rôle
- Kate Winslet pour le rôle de Hanna Schmitz dans The Reader

### Acteur le plus prometteur
- Dev Patel pour le rôle de Jamal Malik dans Slumdog Millionaire

### Réalisateur le plus prometteur
- Tomas Alfredson – Morse (Låt den rätte komma in)

### Meilleur scénario original
- Slumdog Millionaire – Simon Beaufoy

### Meilleur scénario adapté
- Harvey Milk (Milk) – Dustin Lance Black

### Meilleure photographie
- The Dark Knight : Le Chevalier noir (The Dark Knight) – Wally Pfister

### Meilleure musique de film
- WALL-E – Thomas Newman

### Meilleur film en langue étrangère
- Morse (Låt den rätte komma in) •  Suède

### Meilleur film d'animation
- WALL-E

### Meilleur film documentaire
- Le Funambule  (Man on Wire)